# Eupalinos tunnel

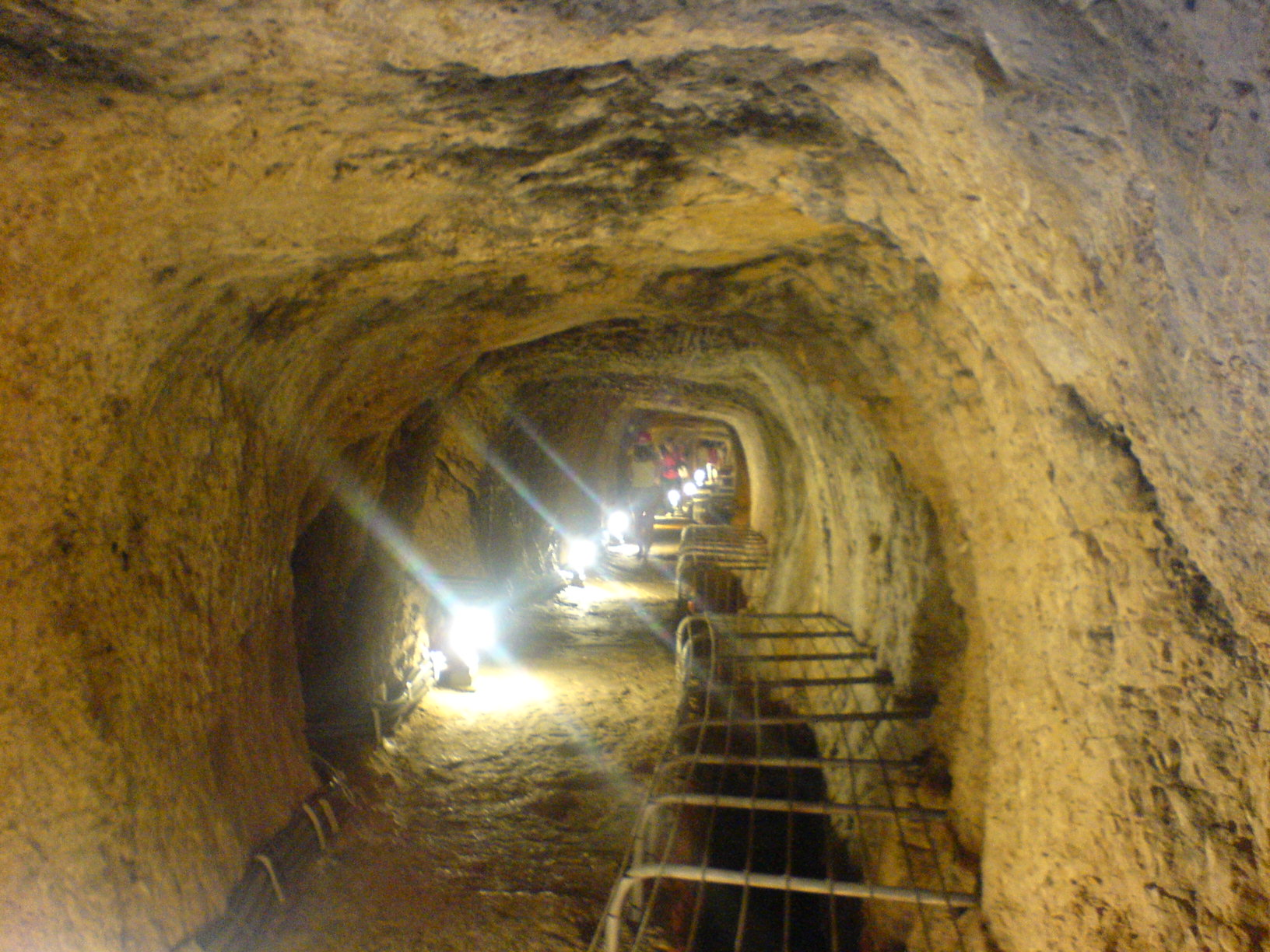
Inuti Eupalinos tunnel på Samos, i en av de rymligaste delarna av den.

Eupalinos tunnel är en tunnel på den grekiska ön Samos. För att leda dricksvatten till den dåvarande staden Samos, väster om den nuvarande staden Pythagoreion, från en knappt 2 km nordväst därom belägen källa, byggdes på 530-talet f.Kr. en 1 040 m lång tunnel genom det mellanliggande berget. För att spara tid inleddes tunnelarbetet från båda hållen och efter smärre korrigeringar kunde de båda tunnlarna förenas. Tunneln var det första europeiska försöket att åstadkomma vattentillförsel i stor skala till en stad. Konstruktör och byggare var den grekiske ingenjören Eupalinos. Beställare var tyrannen Polykrates. Tunneln är ett omtyckt mål för besökare. Tunneln ingår även i världsarvet Pythagoreion och Heraion på Samos.